# 2279 Barto
För andra betydelser, se Barto.
2279 Barto eller 1968 DL är en asteroid i huvudbältet som upptäcktes den 25 februari 1968 av den ryska astronomen Ljudmjla Tjernych vid Krims astrofysiska observatorium på Krim. Den har fått sitt namn efter författaren Agnia Barto.
Asteroiden har en diameter på ungefär 14 kilometer och den tillhör asteroidgruppen Nysa.